# II. Noferkaré
II. Noferkaré az ókori Egyiptom VIII. dinasztiájának egyik uralkodója. Az első átmeneti kor elején élt. Kim Ryholt, Jürgen von Beckerath és Darrell Baker szerint dinasztiájának harmadik uralkodója volt. Székhelye Memphisz volt.

## Említései
Noferkaré neve a 42. helyen szerepel a XIX. dinasztia idején összeállított abüdoszi királylistán. A valamivel későbbi torinói királylistán neve nem szerepel, mert a papirusz hiányos ott, ahol a VIII. dinasztia egyes uralkodói szerepelnének; így Noferkaré uralkodásának hossza sem ismert.

## Személyazonossága
Jürgen von Beckerath szerint Noferkaré talán azonos egy bizonyos Uadzskaréval, akit egy első átmeneti korra datált graffito említ a Vádi Hammamátban. Baker ezzel nem ért egyet, szerinte Noferkarénak más említése nem maradt fenn az abüdoszi királylistán kívül, Thomas Schneider szerint Uadzskaré vagy Noferkaréval, vagy II. Noferirkaréval azonos.

## Fordítás
- Ez a szócikk részben vagy egészben  a   Neferkare II című angol Wikipédia-szócikk ezen változatának fordításán alapul.  Az eredeti cikk szerkesztőit annak laptörténete sorolja fel. Ez a jelzés csupán a megfogalmazás eredetét és a szerzői jogokat jelzi, nem szolgál a cikkben szereplő információk forrásmegjelöléseként.